# Jiří Churavý
Jiří Churavý   (Chrášťovice, 22 d'abril de 1952) és un antic pilot de motocròs txec de renom internacional durant la dècada del 1970. Participant assidu al Campionat del Món de motocròs de 250cc, començà a destacar quan canvià a la categoria dels 125cc, de la qual n'arribà a ser subcampió del món el 1976. El 1975, com a membre de l'equip estatal en què també hi havia Antonin Baborovsky, Miroslav Navácek i Zdenek Velky, aconseguí al circuit txec de Sedlčany l'únic triomf que obtingué mai l'antiga Txecoslovàquia al Motocross des Nations.
Durant tota la seva carrera, Churavý fou membre de l'equip de motocròs Dukla de Praga i pilot oficial de ČZ.

## Resum biogràfic
Nascut al poble de Chráštovice, a prop de Kralovice, dins el districte de Plzeň-sever, a Bohèmia, Churavý respirà sempre ambient motociclista a casa. El seu pare competia en motocròs i enduro durant la dècada del 1950 i el seu cosí Vlastimil Hlous ho va fer durant les de 1960 i 1970.
Jiří Churavý va començar a portar moto quan tenia vora nou anys, concretament, una Jawa 50cc. A tretze anys, va disputar-hi la seva primera cursa i el 1968, als setze, en va disputar la seva primera a la cilindrada dels 250cc a Stříbro (tots dos cops, amb victòria). Quan tenia vora 17 anys, el 1969, va començar a participar regularment als campionats de Txecoslovàquia de motocròs, on tenia rivals de la talla de Miroslav Halm, Jiří Stodulka, Jaroslav Falta, Antonin Baborovsky o Zdenek Velky. A divuit anys, el 1970, debutà al mundial de motocròs tot prenent part al Gran Premi d'Àustria de 250cc, a Launsdorf, amb una CZ oficial. El 1972, es desplaçà per primer cop als EUA per a participar a sis curses de la Trans-AMA.
Durant la primavera de 1973, Churavý va patir una greu lesió que el va deixar vuit mesos a l'hospital. El 1974, un cop amb l'alta mèdica, es va preparar a fons amb el club Dukla i va recuperar la forma. Aquell any va guanyar la primera mànega del Gran Premi de Txecoslovàquia de 250cc -disputat a Holice al maig- amb la seva CZ de la temporada anterior, ja que la fàbrica li havia retirat el suport oficial a ran de la seva lesió. De cara a la temporada següent, però, CZ li oferí de tornar a l'equip oficial per a provar sort al campionat del món de 125cc, acabat de crear aquell any.
La seva primera temporada a la categoria dels 125cc, 1975, se saldà amb un cinquè lloc final i dos podis. Aquell fou l'any en què aconseguí la victòria per equips al Motocross des Nations, en aquesta ocasió, però, pilotant una CZ de 500cc. A banda d'aquest triomf, Jiří Churavý aconseguí altres bons resultats en aquesta competició per equips, especialment al Trophée des Nations per a motocicletes de 250cc, on formant part de l'equip de Txecoslovàquia aconseguí el segon lloc a les edicions de 1972 i 1975, i el tercer el 1971.
La seva segona temporada al mundial de 125cc, 1976, va acabar subcampió del món després d'aconseguir tres segons llocs en Grans Premis i la victòria al de Txecoslovàquia, novament a Stříbro, després de guanyar-ne ambdues mànegues. Aquest èxit li valgué el premi de Campió Honorari de l'esport txecoslovac d'aquell any. Després d'haver competit com a pilot oficial de CZ en la categoria dels 125cc entre 1975 i 1979, Churavy passà a la dels 250cc el 1980. Al final de la seva carrera, va competir també en la dels 500cc, però només al campionat estatal. Dins aquesta categoria, Churavý va córrer la seva darrera cursa de motocròs el 1984, a Stříbro.
Un cop retirat de la competició, va romandre al club Dukla de Praga com a ajudant d'entrenador fins al 1987, i després com a entrenador júnior entre 1989 i 1995. Aleshores, va iniciar un negoci de complements i roba per a motocròs i enduro amb el seu fill.

## Palmarès al Campionat del Món
Font:
| Any  | Motocicleta | 250cc | 125cc |
| ---- | ----------- | ----- | ----- |
| 1971 | ČZ          | 30è   | -     |
| 1972 | ČZ          | 17è   | -     |
| 1973 | ČZ          | -     | -     |
| 1974 | ČZ          | 18è   | -     |
| 1975 | ČZ          | -     | 5è    |
| 1976 | ČZ          | -     | 2n    |
| 1977 | ČZ          | -     | 4t    |
| 1978 | ČZ          | -     | 9è    |
| 1979 | ČZ          | -     | 18è   |
| 1980 | ČZ          | 29è   | -     |